# Campionati svedesi di ski cross 2024
I Campionati svedesi di ski cross 2024 si sono svolti a Gaelloe, nel comune di Älvdalen, il 6 aprile. Il programma ha incluso sia la gara femminile che la gara maschile. 
Trattandosi di competizioni valide anche ai fini del punteggio FIS, vi hanno partecipato anche sciatori di altre federazioni, senza che questo consentisse loro di concorrere al titolo nazionale svedese.

## Risultati

### Uomini
| Pos. | Atleta         | Nazione     |
| ---- | -------------- | ----------- |
| 1    | David Mobaerg  | Svezia      |
| 2    | Erik Mobaerg   | Svezia      |
| 3    | Maans Abersten | Svezia      |
| 4    | Jack Mitchell  | Stati Uniti |

### Donne
| Pos. | Atleta                | Nazione     |
| ---- | --------------------- | ----------- |
| 1    | Morgan Shute          | Stati Uniti |
| 2    | Uma Kruse Een         | Svezia      |
| 3    | Lin Nakanishi         | Giappone    |
| 4    | Diana Cholenska       | Rep. Ceca   |
| 5    | Alexandra Nilsson     | Svezia      |
| 6    | Alannah Lawrie        | Regno Unito |
| 7    | Maggie Swain          | Stati Uniti |
| 8    | Lovisa Edstroem Folke | Svezia      |